# Greta Zimmer Friedman

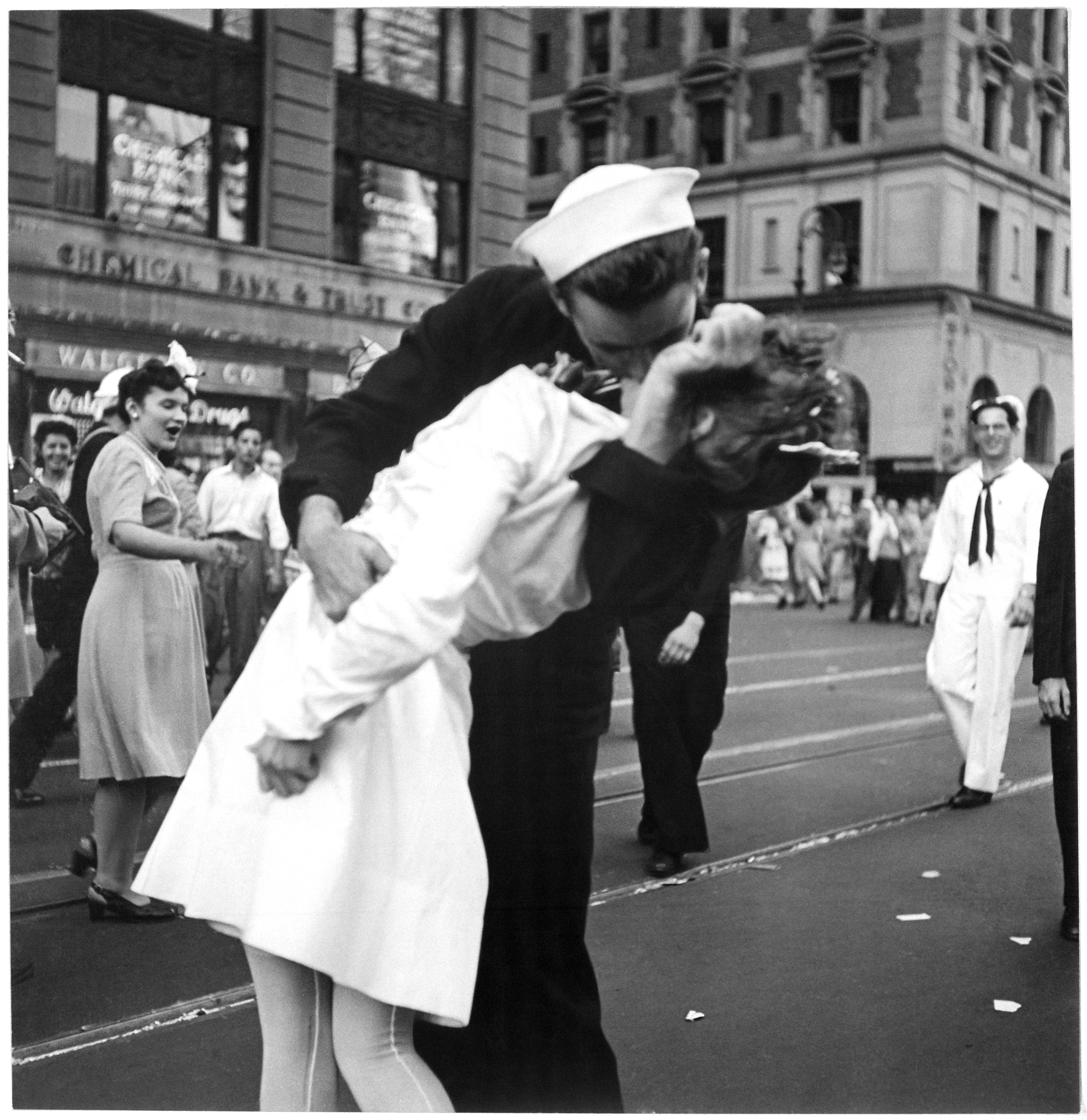
Am Tag des Sieges über Japan 1945 wurde Greta Zimmer am Times Square von einem ihr unbekannten Soldaten gepackt und geküsst – hier die Aufnahme von Victor Jorgensen

Greta Zimmer Friedman, geboren als Margarete Zimmer (5. Juni 1924 in Wiener Neustadt – 8. September 2016 in Richmond, Virginia), war eine in Österreich geborene US-amerikanische Designerin, bildende Künstlerin und Restaurateurin. Sie wurde bei der Feier des Kriegsendes am 14. August 1945 auf dem New Yorker Times Square von einem Seemann geküsst und ist mit hoher Wahrscheinlichkeit auf den weltberühmt gewordenen Fotografien von Alfred Eisenstaedt und Victor Jorgensen zu sehen.

## Leben

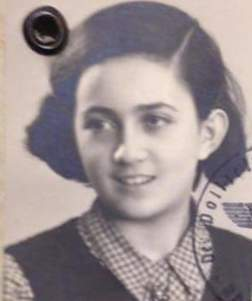
Passfoto von Grete Zimmer, 1939

Margarete Zimmer entstammt einer jüdischen Familie aus Wiener Neustadt. Sie war eine von vier Töchtern von Max und Ida Zimmer und wurde Gretl, Grete oder Greta genannt. Ihr Vater führte bis zum Jahr 1938 ein „Herrenbekleidungshaus“ in der Neunkirchner Straße 34. Die Familie wohnte in der Gymelsdorfer Straße 30 im Süden von Wiener Neustadt und war unter anderem für ihr soziales Engagement bekannt.
Grete Zimmer emigrierte im Alter von 15 Jahren mit zwei ihrer Schwestern im Jahr 1939 in die USA. Es war eine der letzten Möglichkeiten, den Herrschaftsbereich der Nationalsozialisten zu verlassen. Ihre Eltern blieben zurück, wurden vom NS-Regime ihres Eigentums beraubt, aus ihrer Heimatstadt vertrieben und schließlich während des Holocausts im KZ Majdanek ermordet.
Zimmer machte eine Ausbildung in Kostümgestaltung an der Central Needle Trades School, dem späteren Fashion Institute of Technology (FIT) in New York City und arbeitete nach ihrem Abschluss dort eine Zeit lang als Zahnarzthelferin in Manhattan. Am 14. August 1945, dem Tag der bedingungslosen Kapitulation Japans im Zweiten Weltkrieg, nahm sie an den Siegesfeiern am Times Square teil. Dort entstanden die weltberühmten Fotos. Später arbeitete sie in der Spielzeugindustrie und entwarf Puppenkleidung.
1956 heiratete sie Mischa Elliot Friedman. Das Paar zog nach Frederick, Maryland und bekam zwei Kinder. Sie begann ein Kunststudium, das sie erst 1981 abschloss – im selben Jahr, in dem auch ihre beiden Kinder ihren Abschluss machten. Danach arbeitete sie als freie Künstlerin. Zuletzt war sie zehn Jahre lang Buchrestaurateurin am Hood College in Frederick.
Greta Zimmer Friedman starb am 8. September 2016 im Alter von 92 Jahren in einem Altersheim in Richmond (Virginia). Sie wurde neben ihrem Ehemann auf dem Nationalfriedhof Arlington, Ehrenfriedhof der Vereinigten Staaten, beigesetzt.

## Das Foto
```
Das Originalbild von Alfred Eisenstaedt ist in der englischsprachigen Wikipedia unter 
V-J Day in Times Square
 zu sehen.
Es darf aus urheberrechtlichen Gründen nicht hier eingebunden werden.
```

Alfred Eisenstaedts Foto V-J Day in Times Square erschien 1945 erstmals im Life-Magazin und wird auch The Kiss (Der Kuss) genannt. Es ist eines der beiden Bilder, die die kollektive Wahrnehmung des Pazifikkriegs  der USA nach dem Zweiten Weltkrieg prägten. Während Raising the Flag on Iwo Jima von Joe Rosenthal den Kampf der US-Soldaten symbolisierte, wurde V-J Day in Times Square von Eisenstaedt  zum Symbol der Freude und Erleichterung einer Nation über das Ende des Krieges.
Greta Zimmer ging am Tag der bedingungslosen Kapitulation Japans im Zweiten Weltkrieg in ihrem weißen Arbeitskittel zum Times Square, wo ein ihr unbekannter Seemann sie packte und küsste. Es war George Mendonsa aus Newport, Rhode Island, der seinen Fronturlaub in New York verbrachte. Er hatte wenige Monate zuvor den japanischen Angriff auf den Flugzeugträger Bunker Hill miterlebt und dort Krankenschwestern bei der Versorgung der Verwundeten gesehen. Als er auf dem Times Square das Kriegsende feierte, erinnerte ihn Greta Zimmers weißer Kittel an diese Krankenschwestern. Das sei der Auslöser gewesen, warum er sie geküsst habe. Beide erfuhren erst Jahre später, dass sie in dieser Szene von zwei namhaften Fotografen abgelichtet worden waren.
Es war lange spekuliert worden, wer die Frau auf dem Foto war, und mindestens elf Männer behaupteten, der abgebildete Seemann zu sein. In dem 2012 erschienenen Buch  The Kissing Sailor: The Mystery Behind the Photo that Ended World War II kommen die Autoren Lawrence Verria und George Galdorisi zu dem Schluss, dass Zimmer Friedmann und Mendonsa die auf der Fotografie abgebildeten Personen sind.

Die Fotografie war Vorlage für die Skulptur Unconditional Surrender (Bedingungslose Kapitulation) von John Seward Johnson II.

Seit dem Jahr 2005 findet am Times Square jährlich am Jahrestag der Entstehung der Aufnahme eine Veranstaltung statt, bei der Paare, zum Teil in entsprechender Verkleidung, die Szene des Bildes nachstellen.
Die abgebildete Szene wird im 21. Jahrhundert als sexueller Übergriff gewertet, mithin als ein Ausdruck der Rape Culture verstanden.

## Zimmer Friedmans Haltung zum Geschehen
„Es war nicht meine Entscheidung, geküsst zu werden“, sagte sie 2005 in einem Interview für das Veterans History Project der US-Kongressbibliothek. „Der Kerl kam einfach daher und packte mich! Dieser Mann war sehr stark. Nicht ich küsste ihn, er küsste mich.“ „Es war weniger ein Kuss als vielmehr Jubel darüber, dass er nicht wieder zurück [in den Krieg] gehen musste.“
Ihr Sohn berichtete später, seine Mutter habe sich stets anerkennend zu feministischen Positionen geäußert und habe der Ansicht zugestimmt, dass es sich um einen sexuellen Übergriff gehandelt habe. Sie habe aber Mendonsa niemals eine böse Absicht unterstellt.